# Tyrinna
Tyrinna es un género de moluscos nudibranquios de la familia Chromodorididae (babosas de mar).

## Diversidad
El género ‘‘Tyrinna’’ incluye un total de 3 especies descritas:
- Tyrinna burnayi (Ortea, 1988)
- Tyrinna delicata (Abraham , 1877)
- Tyrinna evelinae(Er. Marcus, 1958)

Especies cuyo nombre ha dejado de ser aceptado por sinonimia:
- Tyrinna nobilis  Bergh, 1898: aceptado como Tyrinna delicata  (Abraham, 1877)
- Tyrinna pusae  Er. Marcus, 1959: aceptado como Tyrinna delicata  (Abraham, 1877)